# Enid Michael

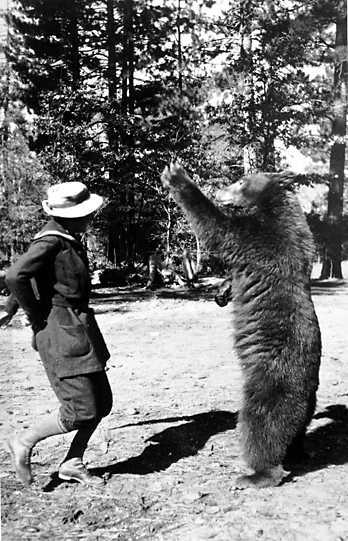
Enid Michael, Ranger-Naturforscherin im Yosemite-Nationalpark, tanzt mit einem Bären

Enid Michael (* 27. Mai 1883 in Gilroy, Kalifornien, USA; † 11. Februar 1966) war eine US-amerikanische Naturforscherin. Sie war die erste Ranger-Naturforscherin im Yosemite-Nationalpark und gilt allgemein als die erste weibliche Naturforscherin im National Park Service.

## Leben und Werk
Michael erhielt 1897 ihren Abschluss an der State Normal School in Los Angeles und zog um 1907 nach Pasadena (Kalifornien), wo sie als Lehrerin unterrichtete. Sie heiratete 1919 den Yosemite Assistent Postmaster Charles Wilson Michael und begleitete ihn zum Yosemite-Nationalpark. 
Nach dem Ersten Weltkrieg verzeichnete der Park einen großen Urlauberzuwachs und zu den Höhepunkten gehörten ein jährliches „Cowboy-und-Indianer-Rodeo“, ein Mini-Zoo mit Tieren in Käfigen, Bärenfütterungen in der Müllgrube und eine offene Saison inspirierte Jäger dazu, Raubtiere zu erlegen. Die Parkverwaltung schlug daraufhin einen naturkundlichen Kurs ein. 
Kurz nach ihrer Ankunft half Michael als Freiwillige bei der Gestaltung einer Ausstellung mit Wildblumen, Sträuchern und Bäumen. 1921 wurde Michael von dem Park Superintendent Washington B. Lewis als saisonaler Ranger im Park angestellt und verdiente 80 Dollar im Monat. 1923 ernannte Lewis sie zur Naturführerin. Zu ihren Aufgaben gehörten Vorträge und geführte Naturwanderungen, wissenschaftliche Notation und Sammlung sowie die Ausstellung botanischer Exemplare für die Öffentlichkeit. In ihrem ersten Sommer wurden über 810 Blumenarten für die Öffentlichkeit ausgestellt und bis 1929 hatte sie 1000 Pflanzenexemplare gesammelt sowie 130 Vogelarten im Park registriert. Während der nächsten 20 Jahre erlebte sie einen raschen Rückgang der Artenzahl von Wildblumen im Park.
Im Yosemite-Nationalpark wurde eine Feldschule zur Ausbildung neuer Naturforscher eingerichtet und sie gehörte zu den ersten Ausbilderinnen. Sie errichtete und pflegte einen großen Wildblumengarten hinter dem Yosemite-Museum. Sie arbeitete jeden Sommer als saisonale Ranger-Naturforscherin bis 1942, als der National Park Service aufgrund des Zweiten Weltkriegs viele Naturforscherstellen strich. Ihr Ehemann starb 1941 und sie heiratete 1954 Herbert Herschel Benson, mit dem sie weiterhin den Park von ihrer LeConte Memorial Lodge aus besuchte.
Michael gehörte zu den produktivsten Autorinnen des Yosemite Parks. Sie veröffentlichte 195 Artikel bei Yosemite’s Nature Notes, 357 Artikel beim Stockton Record und mindestens 19 weitere Artikel in verschiedenen Publikationen.
Michael starb 1966 im Alter von 83 Jahren.

## Veröffentlichungen (Auswahl)
- The Joy of Yosemite: Selected Writings of Enid Michael, Pioneer Ranger Naturalist. Quaking Aspen Books, 2004, ISBN 978-1886502437.